# Дем'янова Ірина Володимирівна
Ірина Володимирівна Заверуха (нар. 26 серпня 1955 с. Нова Брикуля Теребовлянського району Тернопільської області), у шлюбі Дем'янова — українська письменниця, краєзнавиця, редакторка. Член НСЖУ (2001), НСПУ (2005). Лауреатка премій імені Іванни Блажкевич (2015), імені Михайла Дубова (2016).

## Життєпис
Народилася 26 серпня 1955 року в селі Нова Брикуля Теребовлянського району Тернопільської області, нині Україна.
У 1982 році закінчила радіотехнічне училище в місті Рига.
Працювала на підприємствах міст Тернополя та Риги. Від 2003 року працювала завідувачкою в магазині–салоні «Джура», і водночас редакторкою однойменного видавництва, коресподенткою, завідувачкою відділу районної газета «Подільське слово».
Упродовж 2003–2008 — керівниця, наукова редакторка ОКУ "Редакція енциклопедичного довідника «Тернопільщина». Від 2009 року перебуває на творчій роботі.
```
У 2009 р. стала лауреаткою премії ім. Петра Медведика в галузі краєзнавства. 
```

У 2015 році стала лауреаткою Премії імені Іванни Блажкевич.
Авторка десяти збірок поезії та прози для дорослих і десяти збірок для дітей. Уклала серії видань: "Українські письменники — дітям" та "Всі празники — в гості".

## Творчість
Авторка сценаріїв документальних фільмів «Небо любові» (1995, режисер Т. Кармазин) та «Я відшукаю папороті цвіт» (1996, режисер Є. Ваврик; обидва — Тернопільська державна ТРК). Окремі твори перекладено есперанто, італійською мовою. Низку віршів покладено на музику.

### Книги
- «Допоки день» (2000):
- «Увійти двічі…» (2003);
- «Забавлянка» (2005);
- «Чи втікав би з річки рак?» (2005).
- «Ловитва вітру» (2007, спільно з І. Потієм);
- «Дві зорі на овиді».